# Équipe du Brésil de Coupe Davis
L'équipe du Brésil de Coupe Davis représente le Brésil à la Coupe Davis. Elle est placée sous l'égide de la Fédération brésilienne de tennis.

## Historique
Créée en 1932, l'équipe du Brésil de Coupe Davis a atteint à deux reprises les demi-finales de l'épreuve en 1992 et 2000 sous l'impulsion notamment de Gustavo Kuerten.

## Joueurs de l'équipe 2024
Les chiffres indiquent le nombre de matchs joués
- Thiago Wild
- Thiago Monteiro
- Felipe Meligeni Alves
- Gustavo Heide
- Rafael Matos

### Anciens joueurs notables
- Thomaz Koch
- Gustavo Kuerten
- Fernando Meligeni
- Jaime Oncins